# A Feast for Crows
A Feast for Crows (dt. Ein Fest für Krähen) ist der vierte Band der Fantasysaga Das Lied von Eis und Feuer des US-amerikanischen Autors George R. R. Martin. Der Roman wurde erstmals am 17. Oktober 2005 im Vereinigten Königreich veröffentlicht; in den Vereinigten Staaten erschien er am 8. November desselben Jahres. In Deutschland erschien der Originalband getrennt in den beiden Bänden Zeit der Krähen und Die dunkle Königin, später wieder vereint als Game of Thrones 4: Hoch hinaus. Der Roman präsentiert mehrere personale Erzähler.

## Handlungsübersicht
Die Saga ist in einer fiktiven Welt angesiedelt und spielt auf den Kontinenten Westeros (den Sieben Königslanden sowie auf der „Mauer“ im Norden) und Essos. In dieser Welt ist die Länge der Sommer und Winter unvorhersehbar und variabel; eine Jahreszeit kann Jahre oder Jahrzehnte dauern, Frühling und Herbst hingegen sind vergleichsweise kurz. Der Handlungsort auf dem Kontinent Westeros ähnelt stark dem mittelalterlichen Europa. Der Handlungsteil um Arya Stark ist auf dem östlich von Westeros gelegenen Kontinent Essos in der Freien Stadt Braavos angesiedelt.

### Sieben Königslande

#### Altsass
Der Novize Pat ist Hals über Kopf verliebt in ein Mädchen namens Rosi, für dessen Jungfräulichkeit Pat allerdings einen Golddrachen aufwenden muss. Für diesen stiehlt er den Generalschlüssel einer der Maester für die Citadel und übergibt ihn an einen ihm unbekannten Mann, der Pat bezahlt. Unmittelbar nach der Übergabe bricht Pat zusammen und stirbt offensichtlich, während eine unbekannte Stimme ihm erklärt, dass er nie erfahren werde, was ihm widerfahren sei.
Nach Samwell Tarlys Ankunft in Altsass trifft dieser auf einen Pat, wobei unklar bleibt, ob es sich um dieselbe Person handelt.

#### Eiseninseln
Nach Balon Graufreuds Ableben sind die Eisenmänner ohne König. Aeron Graufreud, ein Bruder Balons und gleichzeitig Priester des Ertrunkenen Gottes, welcher von der Mehrheit der Eisenmänner angebetet wird, ruft zu einem Königsthing auf, um den zukünftigen Herrscher zu erwählen. Unter denen, die Anspruch erheben, sind unter anderem Asha Graufreud, Balons Tochter, und Euron Graufreud, ein weiterer Bruder Balons. Letztlich setzt sich Euron durch und wird zum König der Eiseninseln gekrönt, da er den Anwesenden verspricht, ganz Westeros mithilfe von Drachen zu erobern, die er mit einem Horn bändigen will. In der Folge lässt Euron die Küstenregionen der Weite plündern. Er schickt zudem seinen Bruder Victarion nach Essos, damit dieser Daenerys Targaryen überzeugt, Euron zu heiraten; dies möchte Victarion jedoch für sich selbst erreichen.

#### Dorne
Nach dem Tod von Oberyn Martell tritt eine der Sandschlangen vor Fürst Doran Martell, der in den Wassergärten weilt, und fordert Vergeltung für den Tod ihres Vaters. Doran kehrt daraufhin nach Sonnspeer zurück, verfolgt dort aber seine eigenen Pläne: Da er keinen Konflikt mit Königsmund riskieren will und sich durch die Kinder seines Bruders bedroht sieht, lässt er diese durch den Hauptmann der Sonnspeerer Wache, Areo Hotah, festnehmen und einsperren. Schon seit Längerem unterhält Dorans älteste Tochter und Erbin Arianne eine Affäre zum Königsgardisten Arys Eichenherz, der zum Schutz von Prinzessin Myrcella Baratheon in Dorne weilt. Arianne überzeugt Arys, Myrcella zur Königin der Sieben Königslande zu krönen, da sie als ältestes lebendes Kind von Robert das Anrecht auf den Thron habe – dies jedoch nur nach dornischem Recht. Arys folgt dem Vorschlag und entführt Myrcella, um sie mit weiteren Mitverschwörern aus Dorne zu bringen. In der Wüste werden sie von Areo abgefangen, der den Verschwörern befiehlt, sich zu ergeben. Arys widersetzt sich und wird im anschließenden Kampf mit Areo getötet. Arianne wird zurück nach Sonnspeer gebracht, über viele Tage in einen Turm gesperrt und erst spät zu ihrem Vater gelassen. Dieser offenbart ihr, dass er schon seit der Ermordung seiner Schwester Elia durch die Lennisters darauf hinarbeite, endlich Rache an diesen zu üben, und aus diesem Grund seinen Sohn Quentyn losgeschickt habe, damit dieser Daenerys Targaryen heirate.

#### Königsmund
Königin Cersei Lennister erfährt vom Tode ihres Vaters Tywin sowie von der Flucht ihres Bruders Tyrion aus seiner Zelle und dem Verschwinden Varys’. Beide Letzteren macht Cersei für die Ermordung ihres Vaters verantwortlich, kann sie jedoch nicht auffinden. So lässt sie den Turm der Hand niederbrennen, um sich sicher zu fühlen, dass sich Tyrion darin nicht versteckt hat. In der Zwischenzeit heiratet König Tommen Baratheon die Witwe seines Bruders, Margaery Tyrell, damit das Bündnis mit den Tyrells beibehalten werden kann, jedoch fühlt sich Cersei von Feinden und Verrätern umgeben und greift immer öfter zum Wein. Sie organisiert den Kleinen Rat so, dass die Tyrells und ihre Getreuen ausgeschlossen sind und dort nur Gefolgsleute der Königin Platz finden; allerdings verärgert sie mit ihrer Hofpolitik ihren Onkel Kevan und auch Cerseis Verhältnis zu ihrem Bruder Jaime verschlechtert sich dramatisch: Sie befiehlt ihm, die Belagerung in Schnellwasser durch das Haus Tully zu beenden, obwohl sie Jaime bisher stets in ihrer Nähe gehalten hat. Cersei geht ein Bündnis mit dem neuen Hohen Septon (Hoher Spatz) ein und erweitert die Befugnisse des Glaubens. Gleichzeitig arrangiert sie, dass Margaery des Ehebruchs durch den Glauben angeklagt und festgenommen wird, jedoch sagt Cerseis Kronzeuge auch gegen sie aus und so wird sie ebenso ins Gefängnis geworfen. Der Kleine Rat unter Pycelle und Harys Swyft übernimmt daraufhin die Regierung des Reiches.

#### Kron- und Flusslande
Brienne von Tarth reist durch die nördlich von Königsmund gelegenen Kronlande und sucht dort erfolglos nach Sansa Stark. Auf ihrem Weg wird Brienne nach einer Weile von Podrick Payn begleitet, der seinerseits nach Tyrion Lennister sucht. Beide machen sich nach Jungfernteich in den Flusslanden auf, um einer Spur von Sansa nachzugehen. Dort trifft Brienne auf Hylo Hatz, der sie während ihrer gemeinsamen Zeit unter Renly Baratheon gemobbt hat. Zuerst will sie nichts von ihm wissen, doch wird Hylo befohlen, mit ihr zu gehen. Die Gruppe folgt einer scheinbaren Spur Sansas zurück in die östlichen Kronlande, wird dort jedoch von ehemaligen Mitgliedern der Tapferen Kameraden angegriffen; Brienne kann sie alle töten. Auf den Tipp einer der Kameraden hin, dass Sansa mit Sandor Clegane gesehen worden sei, wendet sich die Gruppe um Brienne wieder nach Westen. Zurück in den Flusslanden erfahren sie, dass Sandor nicht mit Sansa, sondern ihrer jüngeren Schwester Arya unterwegs gewesen und er inzwischen gestorben sei. Die Gruppe erreicht das Gasthaus am Kreuzweg, welches nun von der Bruderschaft ohne Banner als Waisenhaus geführt wird. Noch in derselben Nacht überfallen andere ehemalige Anhänger der Tapferen Kameraden das Waisenhaus; Brienne stellt sich ihnen zum Kampf und wird dabei schwer am Gesicht verwundet. Direkt im Anschluss an den Kampf fällt sie in Ohnmacht. Als sie wieder zu sich kommt, sind sie sowie Podrick und Hylo Gefangene der Bruderschaft und werden an einen unbekannten Ort überführt. Als Brienne dort vor Lady Steinherz, der neuen Anführerin der Bruderschaft, gebracht wird, unterstellt diese Brienne ob ihres Löwenkopf-Schwertes und des Schreibens von König Tommen Verrat und Brienne erkennt, dass es sich um Catelyn Stark handelt, die von den Toten auferstanden sein muss. Brienne widerspricht und Lady Steinherz erwartet als Beweis ihrer Treue, dass Brienne Jaime Lennister – der nach ihrer Kenntnis an der Roten Hochzeit beteiligt gewesen sein soll – tötet, doch dies lehnt sie ab. Daraufhin befiehlt Lady Steinherz, dass Brienne und ihre Begleiter gehängt werden sollen. Als Brienne draußen an einem Baum hochgezogen wird, gelingt es ihr noch, ein Wort zu schreien.
Nachdem Königin Cersei ihren Bruder Jaime aufgetragen hat, die Belagerung von Schnellwasser zu beenden, macht dieser sich mit Soldaten – darunter Ilyn Payn – auf den Weg in die Flusslande. Da Jaime nach dem Verlust seiner Schwerthand kein ernstzunehmender Kämpfer mehr ist, bittet er Ilyn, mit ihm während der Reise im Geheimen regelmäßig zu trainieren. Die Truppe macht einen Umweg über Darry, wo Jaime seinen Cousin Lancel wiedertrifft, der sich offenbar dem Glauben verschrieben hat und weigert, die Ehe mit seiner Frau zu vollziehen. Lancel offenbart Jaime zudem, dass er mit Cersei geschlafen habe, wodurch sich die Anschuldigungen von Jaimes Bruder Tyrion vor dessen Flucht als wahr entpuppen. Bei Schnellwasser angekommen, findet Jaime eine starre Lage vor: Brynden Tully hat sich mit Getreuen in Schnellwasser verschanzt und nach eigenen Angaben ausreichend Vorräte für eine Jahre dauernde Belagerung. Die belagernden Freys sind sich im Umgang mit der Situation uneins; so stellen sie als Druckmittel Bryndens Neffen, Edmure Tully, jeden Tag bis Sonnenuntergang an einen Galgen und drohen, ihn zu hängen, jedoch erkennt Jaime, dass Brynden darauf nicht hereinfallen werde. Jaime versucht im Dialog mit Brynden, diesen zur Aufgabe zu überreden, jedoch signalisiert dieser, dass er nicht bereit ist, die Burg kampflos zu überlassen. Daraufhin lässt Jaime Edmure frei, sodass dieser in die Burg gehen und seinen Onkel zur Aufgabe bringen soll. Tatsächlich ergibt sich Schnellwasser nach Edmures Rückkehr, jedoch ist Brynden spurlos verschwunden. Nach dem Ende der Belagerung veranlasst Jaime, Edmure sowie weitere Adlige nach Casterlystein zu bringen. Später erreicht ihn ein Brief seiner Schwester Cersei, in dem sie von ihrer misslichen Lage berichtet und Jaime bittet, für sie in einen Gerichtskampf zu gehen. Jaime lässt den Brief unbeantwortet verbrennen.

#### Grünes Tal
Auf Hohenehr kehrt Nestor Rois ein, um den Sänger Marillion ob seines angeblichen Mordes an Lysa Arryn zu verhören. Nach den Aussagen von Lord Protektor Petyr Baelish und Sansa Stark – die weiterhin zum Schutz ihrer Identität von Petyr als seine Tochter Alayne vorgestellt wird – wirkt Nestor von Marillions Schuld überzeugt; auch der Sänger selbst sagt zu seinen Lasten aus. Daraufhin wird er wieder in die Himmelszellen gesperrt, worin man ihn seinem Schicksal überlässt. Im anschließenden Gespräch mit Petyr offenbart Nestor, dass sein Vetter, Yohn Rois, vorhabe, Petyr mithilfe einflussreicher Häuser des Grünen Tals – Lords der Deklaration genannt – als Lord Protektor abzusetzen. Petyr überreicht ihm eine angeblich von Lysa ausgearbeitete Urkunde, die Nestor die Mondtore zuspricht. Nestor ist begeistert, jedoch unterschrieben ist das Dokument von Petyr, wodurch es mit dessen Herrschaft als Lord Protektor steht und fällt. Als die Lords der Deklaration nach Hohenehr kommen wollen, um Robert Arryn unter ihren Schutz zu stellen, hält Nestor sie an den Mondtoren vorerst zurück und erreichen erst später Hohenehr. Als Wortführer wendet sich Yohn an Petyr und empfiehlt ihm, zurück in die Flusslande zu gehen, um dort für Ordnung zu sorgen, doch Petyr lehnt aufgrund seiner Sorge um den jungen Robert ab. In der folgenden Diskussion stellt sich nur Nestor auf Petyrs Seite; bis der mitgereiste Lyn Corbray sein Schwert zieht und Petyr zum Duell herausfordert. Die Lords sind entsetzt und lehnen eine Lösung des Problems durch das Schwert ab, sodass Lyn die Runde freiwillig verlässt. Petyr jedoch ist erbost und verlangt von den Lords, ihm ein Jahr als Lord Protektor zu geben, um dem Grünen Tal wieder Stabilität zu verleihen, und kündigt an, abzutreten, sollten die Lords dies anschließend wünschen. Die Lords stimmen dieser Regelung zu. Später in der Nacht offenbart Petyr Sansa, dass er Lyn für seinen Wutausbruch bestochen habe und erwarte, dass sich in einem Jahr die Machtverhältnisse im Grünen Tal zu seinen Gunsten verändert haben werden. Nach einigen Wochen muss Sansa mit Robert sowie den meisten Burgbewohnern Hohenehr verlassen, weil sie über den Winter in der Burg nicht bleiben können. Als sie den Weg hinter sich gebracht und das Tal erreicht haben, erwartet sie Petyr, der zuvor schon aus Hohenehr abgestiegen ist. Petyr erklärt Sansa, dass er sie mit Harrold Hardyng verlobt habe, der aufgrund komplizierter Verwandtschaftsverhältnisse entfernt mit Robert Arryn verwandt sei und als sein Erbe gelte. Da Petyr nicht davon ausgeht, dass Robert noch lange leben werde, verspricht er Sansa, dass sie gemeinsam mit dem beliebten Harrold und einem Heer aus dem Grünen Tal Winterfell wiedererobern könne.

### An der Mauer, auf dem Meer und in der Citadel
Samwell Tarly sucht in der Bibliothek der Schwarzen Festung auf Geheiß von Lord Kommandant Jon Schnee nach Hinweisen zum Umgang mit den Anderen, wird jedoch nicht entscheidend fündig. Mit seinen Ergebnissen kehrt er bei Jon ein, der sich schwer tut mit den immer größer werdenden Forderungen von Stannis Baratheon sowie der zu wenigen Nachtwachen-Brüder an der Mauer. Jon offenbart Samwell, dass er ihn sowie Goldy, ihr Kind und Maester Aemon nach Altsass in der Weite schicken wolle und Samwell in der dortigen Citadel das Handwerk eines Maesters lernen solle, um Aemon nachzufolgen. Der alte Maester soll ihn begleiten, um nicht durch Stannis’ Priesterin Melisandre geopfert zu werden, da in ihm als Targaryen-Geborener Königsblut fließe. Bei der Abreise nach Ostwacht an der See, von wo ein Schiff die Gruppe zuerst nach Braavos bringen soll, ist Goldy ungewöhnlich stark aufgelöst und weint. In Ostwacht schließt sich ihnen Dareon an, der Rekruten für die Nachtwache anwerben soll. Auf dem Meer wird Samwell schnell und oft seekrank, Goldy ist weiterhin in sich gekehrt und traurig. Nach einigen Tagen erfährt Samwell von Maester Aemon, dass Goldy ihren eigenen Säugling in der Schwarzen Festung zurücklassen musste, um anstelle dessen das Kind von Manke Rayder außer Gefahr zu bringen. Als die Gruppe in Braavos ankommt, kann sie nicht direkt weiterziehen, da es Maester Aemon so schlecht geht, dass er bei einer Weiterfahrt zu sterben droht; auch scheint er immer mehr geistig verwirrt. Auch Dareon, der eigentlich Proviant für die Gruppe beschaffen soll, lässt auf sich warten. Maester Aemon bittet Samwell, für ihn zum Hafen zu gehen, um Neuigkeiten über die Drachen von Daenerys in Erfahrung zu bringen. Auf dem Weg begegnet Samwell dem Mädchen Katz. Sie gibt ihm den Tipp, dass sich ein Bruder der Nachtwache in einem nahen Bordell aufhalte. Dort trifft Samwell auf Dareon, der eine Prostituierte geheiratet hat und damit droht, endgültig mit der Nachtwache zu brechen. Samwell schlägt in der Folge auf Dareon ein und wird aus dem Bordell geworfen. Draußen trifft er auf den Maat eines Schiffes, das die Gruppe – ohne Dareon, der in Braavos bleibt – nach Altsass bringen kann. Während der Überfahrt stirbt Maester Aemon im Alter von etwa 102 Jahren. Eigentlich soll sein Leichnam noch am selben Tag verbrannt werden, doch der Kapitän des Schiffes duldet kein Feuer an Bord. Aemons Körper wird daher in ein Fass mit Rum gesteckt, um ihn zu konservieren. Die Besatzung des Schiffes veranstaltet für Aemon eine Totenfeier, am selben Abend bricht Samwell seinen Schwur und schläft mit Goldy, die ihn vorher verführt hat. Als die Besatzung letztlich Altsass erreicht, erklärt Samwell, dass Goldy zunächst auf dem Schiff bleiben solle, bis geklärt sei, ob er sie nach Hornberg zu seiner Familie schicke oder sie hier in der Stadt verstecke; allein macht er sich auf den Weg zur Citadel, um mitgenommene Briefe von Jon an die Maester zu übergeben. Dort weist man ihn an, zu warten, bis er zum Leiter der Citadel – dem Seneschall – vorgelassen werde. Nach etwa einem halben Tag lernt Samwell den Novizen Alleras kennen. Samwell erzählt ihm, was ihm seit seiner Vereidigung bei der Nachtwache passiert ist sowie auch von den Anderen und den Drachen. Alleras bittet Samwell daraufhin, mit ihm zu Maester Merwyn zu kommen, da der Seneschall ihm wohl keinen Glauben schenken werde. Merwyn ist wie erwartet begeistert von Daenerys und ihre Drachen und macht sich nach Meereen auf, um ihr zur Seite zu stehen; Samwell solle aber niemandem sonst von diesen Dingen erzählen, da den übrigen Maestern nicht zu trauen sei.

### Braavos
Arya Stark erreicht auf einem Schiff die im Nordwesten von Essos gelegene Freie Stadt Braavos und wird von dem Sohn des Kapitäns auf einem Ruderboot zum Haus von Schwarz und Weiß gebracht. Dort verlangt sie erfolgreich Einlass. Sie trifft drinnen auf ein junges Mädchen sowie einen verhüllten Mann – den Arya als Gütigen Mann bezeichnet. Arya spricht mit ihm, und er fragt sie, ob sie den Tod fürchte. Als sie verneint, legt er seine Kapuze zurück, worunter ein verwester Schädel zum Vorschein kommt. Arya küsst diesen auf Geheiß des Mannes – dessen Kopf im Anschluss menschliche Gestalt annimmt – und darf damit im Haus bleiben. Nach einiger Zeit fragt der Gütige Mann, ob Arya nur zu ihm gekommen sei, um das Töten zu erlernen, und erklärt ihr, dass außer dem Vielgesichtigen Gott niemand über Leben und Tod zu entscheiden habe. Auf seine täglichen Fragen, wer sie sei, antwortet Arya stets mit Niemand, da sie sich von ihrem früheren Leben lösen solle, doch ist sie innerlich nicht überzeugt. Der Gütige Mann gibt ihr zu verstehen, dass sie ihn in dieser Sache nicht anlügen dürfe und sich an die ihr mitgeteilten Regeln zu halten habe, sonst müsse sie das Haus für immer verlassen. Arya integriert sich mit der Zeit in Braavos, lernt die dortige Sprache und übernimmt Alltagsaufgaben für das Haus. Der Gütige Mann fordert Arya nach einiger Zeit auf, sich von ihrem Hab und Gut zu trennen, da dies Dinge seien, die Arya Stark gehörten und nicht Niemandem. In der darauffolgenden Nacht nimmt sie ihre Habseligkeiten und wirft sie in den Stadtkanal; außer ihr Schwert Nadel, welches sie nahe am Haus versteckt. Der Gütige Mann weiht sie anschließend in die Geschichte der Gesichtslosen Männer ein und erhebt sie zur Novizin. Nach einer Zeit der Lehre im Haus weist er sie an, an die Kais von Braavos zu gehen, um dort beim Verkauf von Lebensmitteln zu helfen. Arya nimmt den Namen Katz aus den Kanälen an und erdenkt ihre eigene Biographie. Der Gütige Mann erklärt ihr, dass sie nun nicht mehr Niemand, sondern Katz sei, und dies nicht vergessen solle. Als Katz lebt sie in der Familie eines Fischhändlers. Sie soll einmal im Monat zum Haus von Schwarz und Weiß zurückkehren und von drei Dingen berichten, die sie neu gelernt habe, sowie anschließend für einige Tage im Haus arbeiten. Obwohl an einem Abend ihre Rückkehr zum Haus wieder bevorsteht, fehlen Arya noch zwei Dinge, von denen sie berichten kann. Sie macht sich im Hafen kundig und verkauft währenddessen weiter ihre Waren. Am Abend kehrt sie in ein Bordell ein und trifft dort den Nachtwachen-Bruder Dareon, der seine schwarze Kleidung eingetauscht hat und prahlt, nie wieder zur Nachtwache zurückzukehren, was Arya wütend stimmt. Als sie ausreichend mit ihren Waren im Bordell verdient hat, verlässt sie dieses und wird von Dareon begleitet, der in einem anderen Lokal auftreten möchte. In einer dunklen Gasse auf dem Weg bringt Arya Dareon um und kehrt zum Haus von Schwarz und Weiß zurück. Dort trifft sie auf den Gütigen Mann, der sie nach den neuen Dingen fragt. Sie erzählt vom Mord an Dareon und dass dies Arya Stark getan habe, sie selbst jedoch Niemand sei. Der Gütige Mann glaubt ihr jedoch nicht. Er gibt ihr Milch zu trinken und schickt sie schlafen. Als Arya am nächsten Morgen erwacht, ist sie blind.

## Erzählperspektiven
Die einzelnen Kapitel werden jeweils aus der Perspektive eines Hauptcharakters erzählt. Der Name der Person ist zum Teil gleichzeitig die Kapitelüberschrift, jedoch werden Kapitel auch nach den Berufen (Der Hauptmann der Wache) oder anderen Betitelungen (Die Königinmacherin) einiger Personen benannt. In A Feast for Crows werden 13 dieser Hauptcharaktere – darunter neun zum ersten Mal – präsentiert. Einige der in den vorgegangenen drei Bänden erzählenden Personen kehren im Buch nicht wieder. Diese werden im Nachfolgeband, A Dance with Dragons, wieder behandelt.
- Prolog: Pat, ein Novize der Citadel in Altsass
- Aeron Graufreud, ein Bruder des verstorbenen Königs Balon Graufreud und Priester des Ertrunkenen Gottes
- Areo Hotah, Hauptmann der Wache von Sonnspeer und Leibwache von Fürst Doran Martell
- Königin Cersei Lennister, Königinmutter, Lord Regentin des Reiches, Zwillingsschwester des Lord Kommandanten der Königsgarde, Jaime Lennister
- Brienne von Tarth, die Erbin der Insel Tarth
- Samwell Tarly, ein Bruder der Nachtwache
- Arya Stark, die jüngere Tochter von Eddard und Catelyn Stark
- Jaime Lennister, Lord Kommandant der Königsgarde, Zwillingsbruder von Königin Cersei
- Sansa Stark, die ältere Tochter von Eddard und Catelyn Stark
- Asha Graufreud, älteste Tochter des verstorbenen Königs Balon Graufreud
- Arys Eichenherz, Königsgardist, stationiert in Dorne, Leibwächter von Myrcella Baratheon
- Victarion Graufreud, ein Bruder des verstorbenen Königs Balon Graufreud
- Prinzessin Arianne Martell, älteste Tochter von Fürst Doran Martell und Erbin von Dorne

## Nominierungen für Preise
- Hugo Award – Best Novel – (2006)
- Locus Award for Fantasy  – Best Novel – (2006)
- British Fantasy Award – Best Novel – (2006)
- Quill Award – Best Novel – (2006).

## Übersetzung ins Deutsche
Der Verlag Blanvalet teilt für die deutsche Taschenbuchausgabe die Originalbände in jeweils zwei Bücher. Der Originalband A Feast for Crows erschien in Deutschland als:
- Zeit der Krähen (A Feast for Crows. Teil 1, 2006), ISBN 3-442-26859-1.
- Die dunkle Königin (A Feast for Crows. Teil 2, 2006), ISBN 3-442-26860-5.
- Hoch hinaus, Penhaligon Verlag (2017, Penhaligon Verlag), ISBN 978-3-7645-3180-5

Als Sonderedition erschien bei Fantasy Productions (FanPro) eine limitierte Auflage in einem Band (Krähenfest, 2006, ISBN 3-89064-535-6).

## Ausgaben
- George R. R. Martin: A Feast for Crows. Bantam Books, New York 2006, ISBN 978-0-553-58202-4.

## Verfilmung
Teile des Romans werden – zum Teil abgewandelt – in der vierten, fünften und sechsten Staffel der US-amerikanischen Fernsehserie Game of Thrones gezeigt.